# Mulci

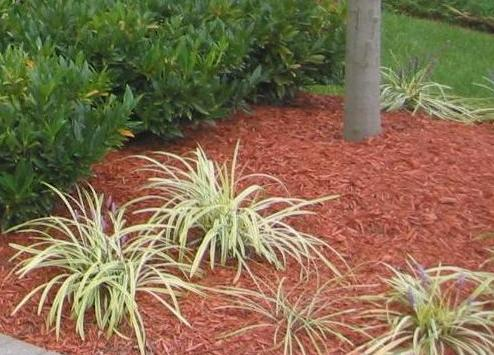
Mulci aplicat pe sol între plantele decorative pentru a împiedica creșterea buruienilor

Prin mulci (din engleză mulch) se înțelege un strat de materie organică cum ar fi paie, frunze, resturi vegetale, rumeguș etc. 

## Date generale
El este aplicat pe suprafața solului pentru a păstra umiditatea prin scăderea evaporării și pentru a împiedica creșterea buruienilor. De asemenea, mulciul poate asigura, prin descompunere, substanțele nutritive necesare plantelor, previne infiltrațiile care favorizează eroziunea solului și împiedică înghețarea suprafeței solului.
Operațiunea de acoperire a solului cu foi, frunze, rumeguș etc. se numește mulcire.
Mulciul, mai ales cel de culoare închisă, împiedică pătrunderea luminii la buruieni și le forțează alungirea, respectiv etiolarea și epuizarea. Mulcirea solului este și o lucrare protectivă, care are la bază exemplul naturii. În pădure, la suprafața solului există un covor vegetal permanent, numit litieră. Practic, mulciul este litiera grădinii de legume din fermă. Mulcirea nu se aplică în grădinile umede și umbroase, mai ales în grădinile în care există probleme cu limacșii (melcii fără cochilie) sau cu rozătoarele. Materialele pentru mulcire trebuie să fie ieftine și disponibile în cantități suficiente, ușoare, uscate sau semiumede: paie, pleavă, frunze, rumeguș, talaș, coajă de copac, turbă, litiera de pădure, compost sau gunoi semifermentat, uneori și folie de plastic. Mulcirea nu este o operație menită să înlocuiască fertilizarea culturilor, dar poate avea și un efect secundar de îngrășare a solului, în special cu azot. Mulcirea reprezintă o precompostare, de aceea materialele care se strâng după efectuarea mulcirii, se păstrează pentru anul următor sau trec direct la compostare.
Grosimea stratului de mulci depinde de materialul utilizat. Dacă materialul este proaspăt, cu conținut suculent, se depune într-un strat subțire, astfel încât acesta să se descompună și să nu facă mucegai. Materialul uscat (fân, paie) poate fi suprapus într-un strat de 20 cm și mai mult, deoarece este mai poros și permeabil la aer.

## Utilizarea mulciului
Primăvara, pur și simplu se desface mulcul în locurile în care se va semăna sau planta ceva, lăsând acoperit solul din jur. Astfel, buruienile nedorite întârzie în creștere, în timp ce plantele cultivate pot să crească liber. Dacă există un strat suficient cu mulci, aproape că nu mai este nevoie de prășit. Nu trebuie folosite în fiecare an aceleași materiale pentru mulci, spre a permite o hrănire diversificată a solului. Sub mulci trăiește o mare varietate de ființe vii, cele mai importante dintre ele fiind râmele. Mulcirea permanentă va avea ca rezultat că peste un timp nu va mai fi nevoie de săpat și de afânarea solului, deoarece râmele fac acest lucru.